# Остроумов, Борис Васильевич
Борис Васильевич Остроумов (23 июня 1879, Саратов — 07 сентября 1944, Вьетнам) — русский инженер, управляющий КВЖД в 1921—1924 годах.

## Биография
Родился 23 июня 1876 года в Саратове. Общее образование получил в Саратовском Александро-Мариинском реальном училище. В 1902 году окончил Институт путей сообщения.
Инженер путей сообщения, начальник строительства Бухарской (1911) и Южно-Сибирской (1916—1918) ж.-д. магистралей.
Во время Гражданской войны находился в Омске, состоял при Омском правительстве Колчака (с апреля 1919 года).
С апреля 1921 года по октябрь 1924 года — управляющий КВЖД.

Новый управляющий всем своим наружным видом и небольшим ростом никак не производил впечатления грозного человека. На деле же оказалось совсем иное. Откуда-то у этого невысокого человека нашлось так много энергии и силы духа, что он в короткое время привёл в должный порядок разложенное, умиравшее дело и заставил вновь работать как следует многомиллионное, большое предприятие, разбросанное на тысячи верст.

Б. В. Остроумов наладил деятельность дороги так, как будто в прошлом у неё совсем и не было никакой расхлябанности и разболтанности. Поезда пошли полными составами, начали приходить и уходить точно по расписанию. Наведя на дороге полный порядок, Б. В. Остроумов сумел пресечь также царившие там хищничество и взяточничество.— Кулаев И. В. Записки русского предпринимателя. 1875—1930
Жил в Харбине до 1928 года, затем в США и странах Юго-Восточной Азии.
Умер во Вьетнаме.

## Сочинения
Возрождение России. — Харбин: Заря, 1926. — 65 с.